# Borough
Borough er en subnational enhed i flere lande. I princippet betyder begrebet borough et selvstyrende Township (bystyre). Til trods for dette varierer den praktiske betydning af begrebet bredt.
Ordet borough stammer fra de germanske sprog *burg, betyder fort: Samme betydning har bury (England), burgh (Skotland), Burg (Tyskland), borg (Skandinavien), burcht (Holland) og lånt fra de germanske sprog tilstede i indoeuropæiske sprog som borgo (italiensk), bourg (fransk) og burgo (spansk og portugisisk). Forekomsten af disse ord ses i endelser på stednavne som (for eksempel Canterbury, Strasbourg, Luxembourg, Edinburgh, Hamborg, Göteborg) og indikerer, at de engang var befæstede bebyggelser.
I Middelalderen var boroughs i England bebyggelser, som havde fået tildelt en grad af selvstyre; burghs var tilsvarende i Skotland. I Englands middelalder havde boroughs også rettigheder til at vælge medlemmer af Englands Parlament. Brugen af ordet borough stammer sandsynligvis fra Alfred den Stores burghalsystem. Alfred opbyggede et system af stærke forsvarsværker (Burhs) og for at fastholde besiddelsen over disse bebyggelser gav han dem en grad af selvstyre. Efter den normanniske erobring af England, hvor bestemte byer fik selvstyre, så det ud til, at konceptet med burh/borough blev benyttet igen som betegnelse for byer med selvstyre.
Konceptet med borough har været benyttet gentagne gange (og ofte på forskellig vis) i den engelsktalende verden. Ofte er a borough en enkelt by med sit eget bystyre. Til trods for dette er det i nogle byer en administrativ enhed underlagt byens styre (for eksempel i London, New York City, Montreal og Tokyo). I disse tilfælde vil boroughs normalt have enten begrænset magt tildelt fra bystyret eller slet ingen magt. På bestemte tidspunkter i historien har London ikke haft noget overordnet bystyre, og boroughs var londonernes hovedenhed i deres lokale styre. I Tokyo kendes borough som wards eller cities, og de udgør dele af et større bystyre. På dansk vil man kalde dem for bydistrikter, da de har mindre selvstyre end byer, til trods for at de kalder sig for byer. Andre steder såsom Alaska udgør borough en hel region; Alaskas største borough North Slope Borough er på størrelse med hele Storbritannien. I Australien kan borough udgøre en by og omkringliggende arealer, såsom Borough of Queenscliffe.
Boroughs som administrative enheder findes i Irland og Storbritannien, mere specifikt i England og Nordirland. Boroughs findes også i Canada i provinsen Quebec og tidligere i Ontario, i nogle delstater i USA, i Israel og tidligere i New Zealand.